# Diadema (animal)
Pour les articles homonymes, voir Diadema.
Oursins-diadèmes
Genre
Diadema est un genre d’oursins (échinodermes) réguliers de la famille des Diadematidae. Ils sont généralement appelés « oursins-diadèmes ».

## Description et caractéristiques

### Morphologie externe

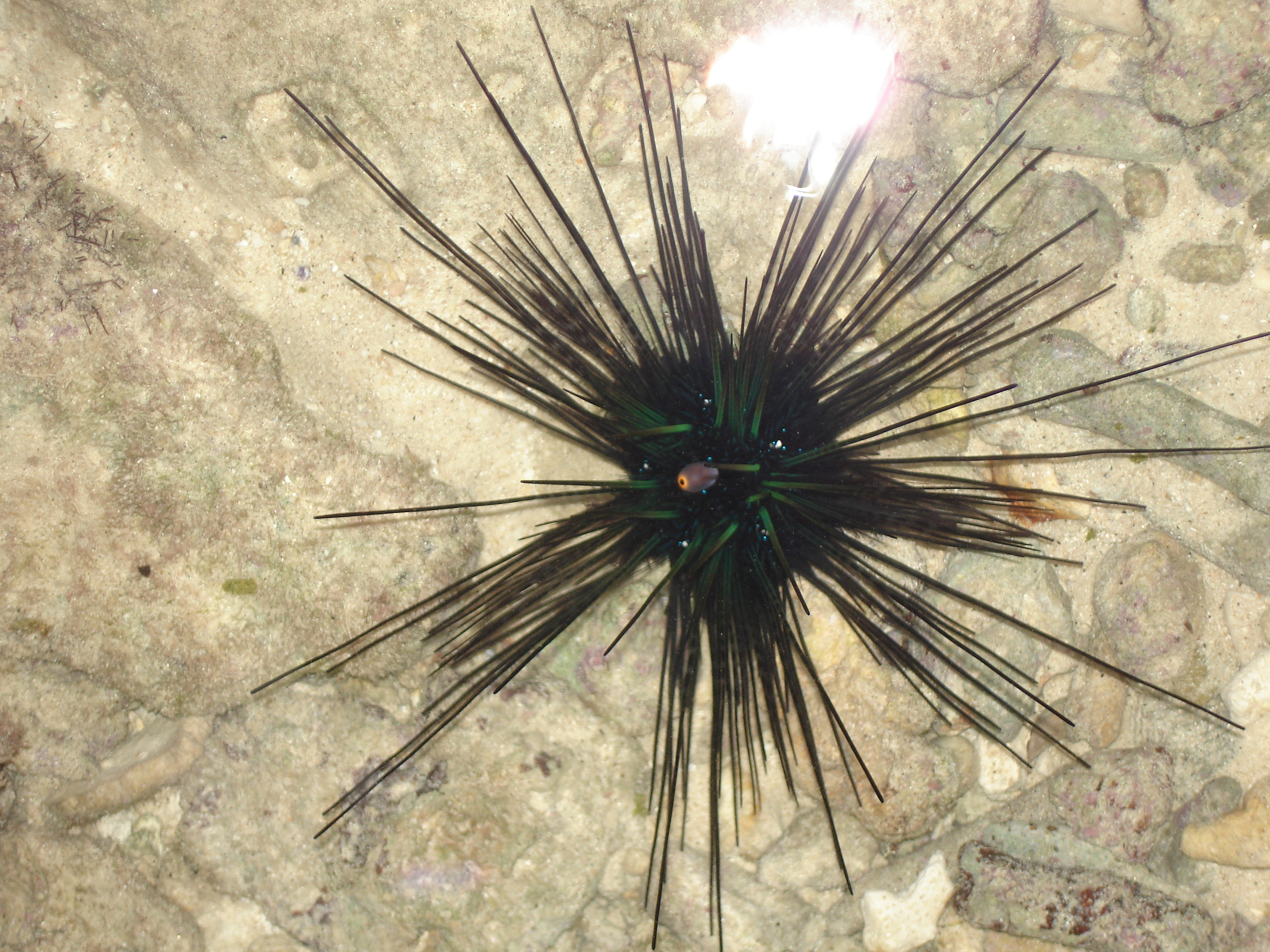
Ce Diadema setosum est identifiable à l'anneau orange qui entoure son anus, mais aussi aux 5 points blancs à la surface du test, aux reflets verts de la base de ses radioles et à la longueur de celles-ci par rapport au test.

Ce sont des oursins réguliers : le test (coquille) est de forme sphérique, protégé par des radioles (piquants), l'ensemble suivant une symétrie pentaradiaire (centrale d'ordre 5) reliant la bouche (péristome) située au centre de la face orale (inférieure) à l'anus (périprocte) situé à l'apex aboral (pôle supérieur).
Ces oursins sont caractérisés par une silhouette relativement caractéristique : un petit test sphérique surmonté par une papille anale arrondie, et protégé par de très longs piquants, fins et effilés, et généralement noirs. Les radioles secondaires sont plus courtes et fines et pourvues de glandes à venin pour leur assurer une protection optimale (ce venin est douloureux mais pas dangereux pour l'Homme). La plupart des espèces (notamment Diadema savignyi) présentent des motifs colorés bleu métallique ou blancs sur le test, appelés « iridophores ».
Certaines caractéristiques visuelles peuvent être utilisées dans la reconnaissance des différentes espèces sympatriques : silhouette, couleurs, motifs à la surface du test... Par exemple, seule l'espèce Diadema setosum porte un anneau orange autour de l'anus, et l'espèce Diadema palmeri arbore des couleurs rouge vif permettant de l'identifier facilement. Les trois espèces de l'Atlantique ne semblent pas cohabiter dans leurs aires de répartition, permettant une identification fiable sans expertise. Pour une détermination scientifique dans les cas litigieux (notamment avec D. savignyi et D. paucispinum dans l'Indo-Pacifique), il est recommandé d'avoir recours à un examen détaillé du test et des radioles sur des spécimens prélevés.
Les espèces de Diadema peuvent parfois être confondues avec d'autres genres proches, comme Centrostephanus ou Echinothrix. Il existe aussi d'autres groupes d'oursins aux radioles très longues, notamment chez les Cidaroida, mais ceux-ci ont des radioles beaucoup plus épaisses, moins nombreuses et généralement couvertes d'épibiontes, donc jamais noires ; la plupart des grosses espèces de ce genre vivent par ailleurs plus en profondeur.

### Caractéristiques squelettiques

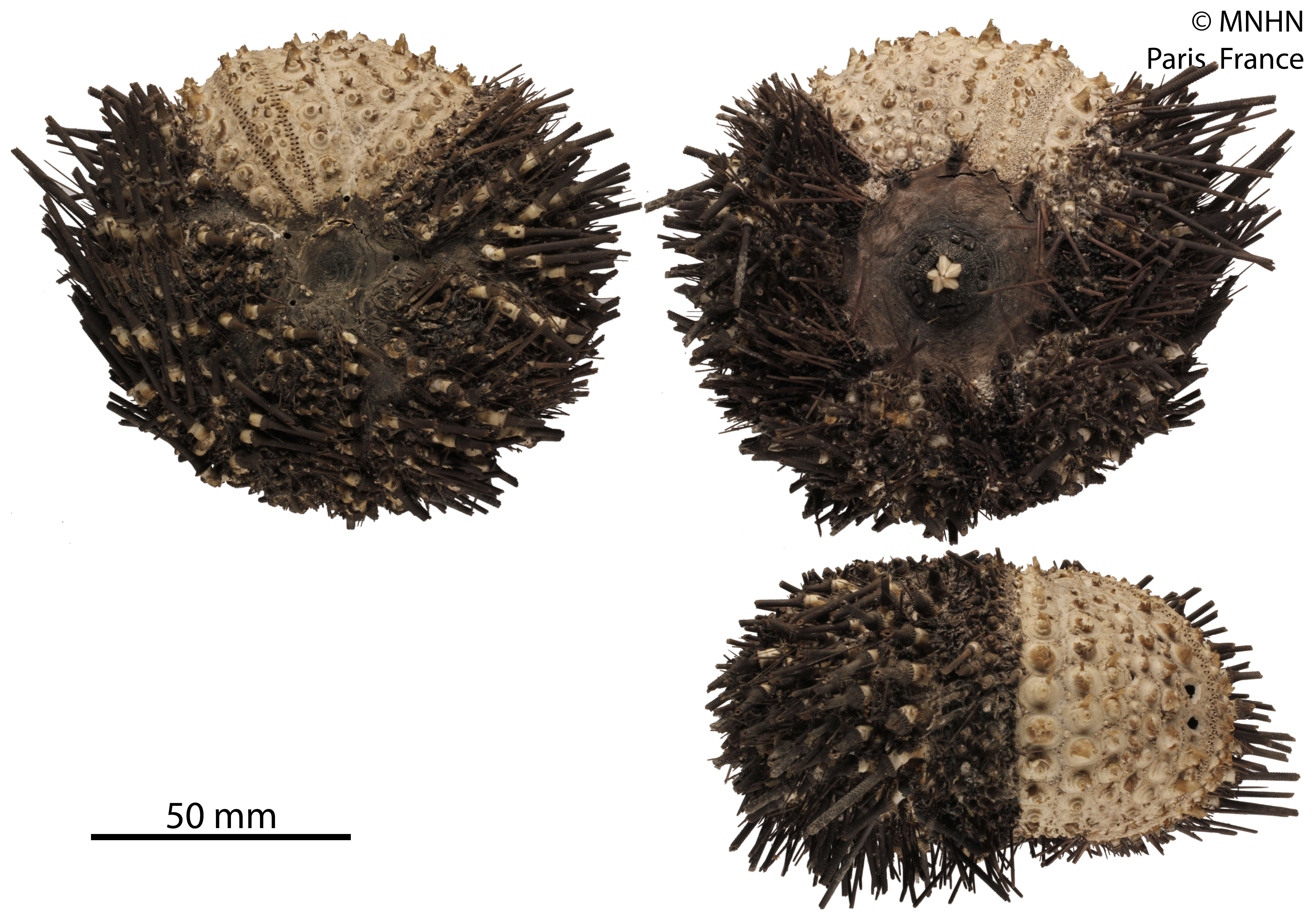
Test de Diadema mexicanum (MNHN)

Le test est fragile et légèrement flexible, même si les plaques qui le composent sont bien soudées les unes aux autres. 
Le disque apical est hémicyclique (sauf Diadema palmeri, monocyclique), avec un périprocte large et circulaire sans plaques périproctales élargies, et des pores génitaux relativement éloignés radialement. 
Le péristome est beaucoup plus large que le disque apical, présentant des encoches buccales profondes et arrondies. 
Les ambulacres forment des méridiens étroits et droits, avec des paires de pores non liées et unisériées, formant des phyllodes sur la face orale. Les plaques en sont trigéminées, portant un unique tubercule primaire volumineux, perforé et crénulé. 
Inversement, les aires interambulacraires sont larges, et présentent de gros tubercules primaires, ainsi que des tubercules secondaires plus petits. 
Les plaques interambulacraires sont bien plus larges que hautes à l'ambitus, présentant deux tubercules primaires de taille comparable. 
Tous les tubercules d'implantation des radioles sont perforés et crénulés. 
Les radioles sont creuses et finement verticillées.

## Liste d'espèces

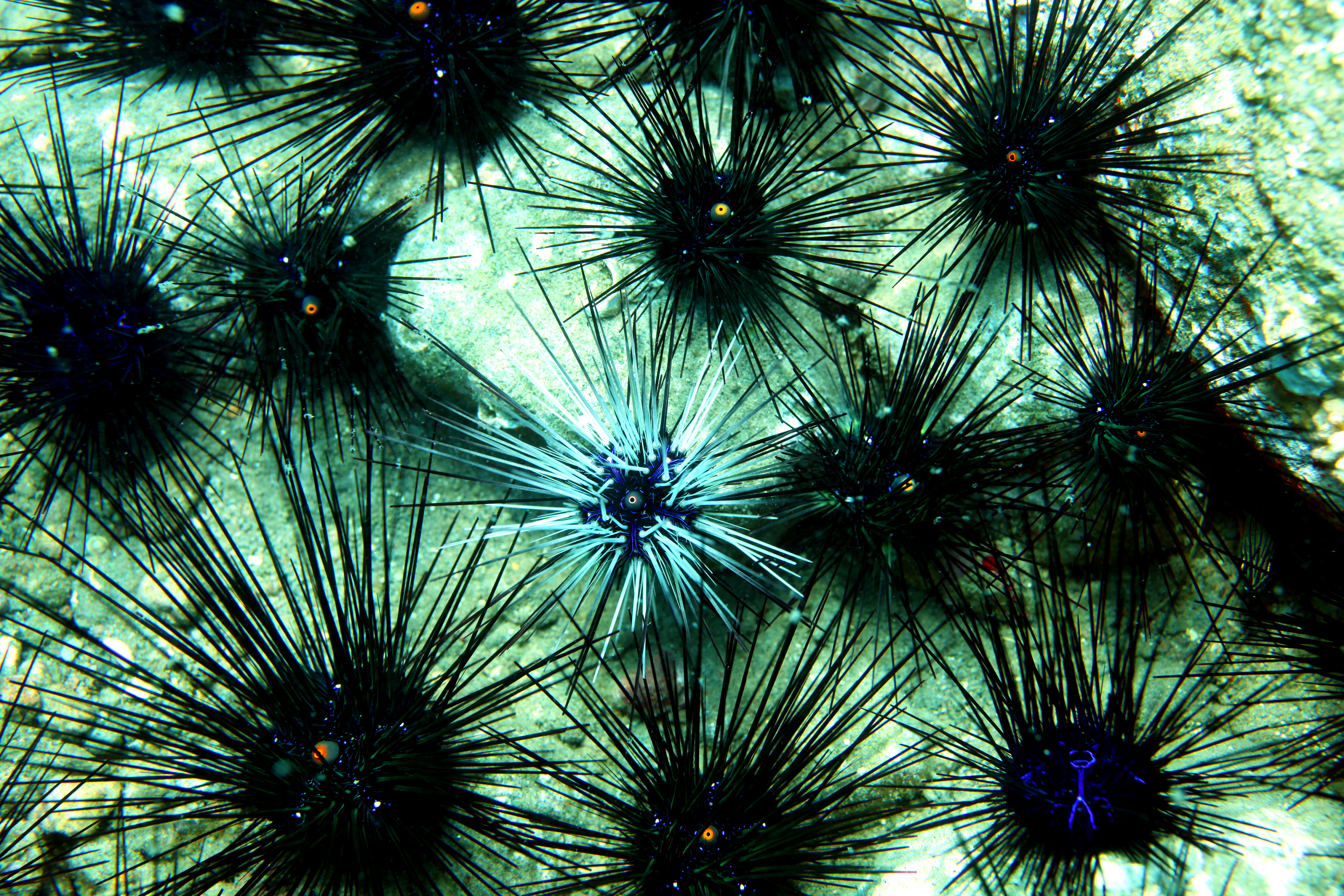
Un groupe mixte de D. setosum et D. savignyi. La taille et la forme du test, ses motifs bleus (iridophores) et taches blanches, et l'anneau orange autour de l'anus de D. setosum permettent de les distinguer. Les deux peuvent cependant occasionnellement arborer des piquants blancs.

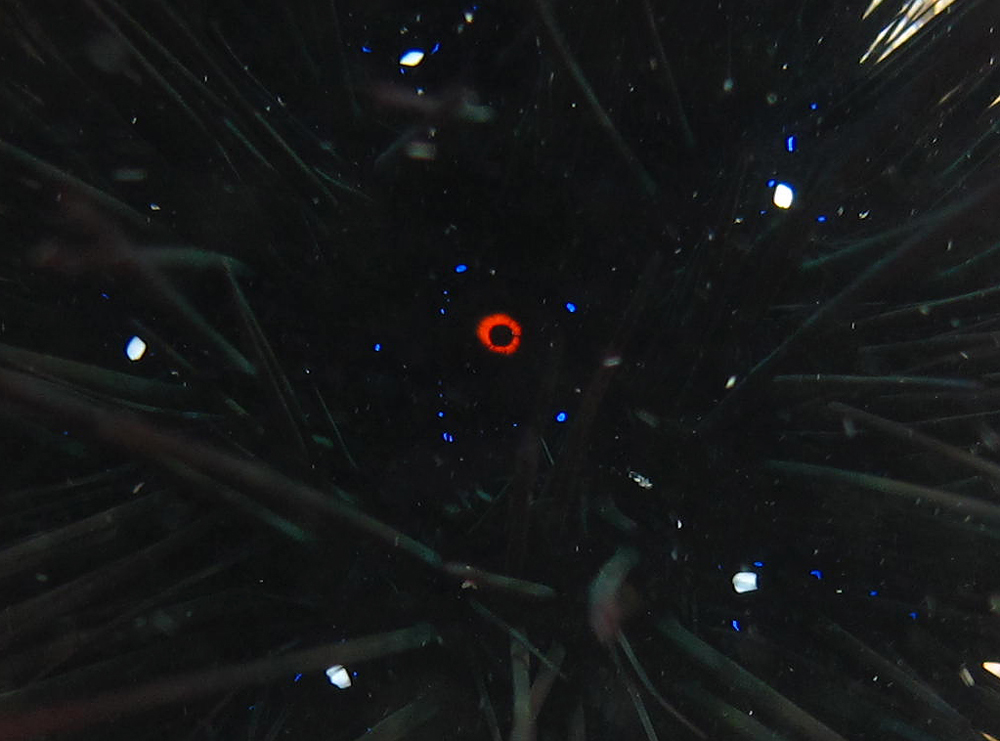
5 taches blanches, un anneau orange, des iridophores bleus discontinus : C'est un D. setosum.

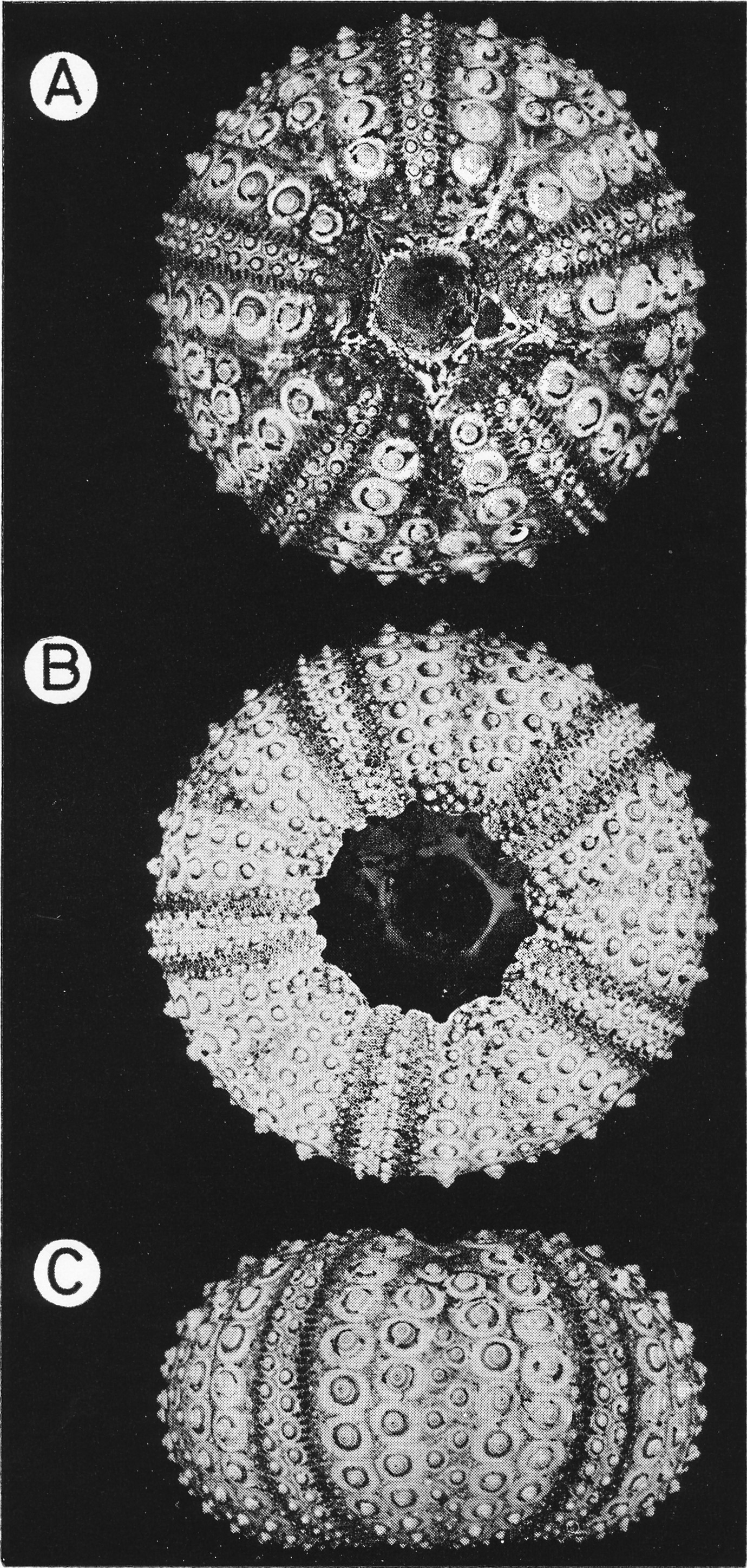
Test de Diadema palmeri.

Le genre Diadema fut décrit en 1825 par le zoologiste britannique John Edward Gray.
La taxinomie de ce genre n'est pas encore définitivement établie. Certaines espèces de ce genre peuvent de surcroît s'hybrider (comme Diadema savignyi et Diadema setosum), ce qui complexifie considérablement leur classification. Ainsi les autorités taxinomiques divergent quant à l'établissement de certaines espèces (comme D. ascensionis et D. africanum), et certaines populations ou sous-espèces pourraient avoir suffisamment divergé pour constituer des espèces à part (comme D. Antillarum de part et d'autre de l'Atlantique, ou D. setosum et D. paucispinum entre les océans Indien et Pacifique),. D. africanum a été caractérisé en 2013, à partir d'une population ouest-africaine jusqu'alors considérée comme sous-espèce de D. antillarum (ou D. ascensionis) ; son existence ne fait pas encore l'unanimité. 
Les deux espèces les plus périphériques morphologiquement et génétiquement semblent être Diadema setosum et Diadema palmeri. Les phénomènes de spéciation remonteraient aux fluctuations de niveau des mers du Miocène.
La plupart des études scientifiques reconnaissent 6, 7 ou 8 espèces actuelles : 
- Diadema africanum (Rodríguez, Hernández, Clemente & Coppard, 2013)[6] -- « Oursin-diadème africain » (Atlantique tropical est)
- Diadema antillarum (Philippi, 1845) -- « Oursin-diadème des Antilles » (Atlantique tropical ouest)
- Diadema ascensionis (Mortensen, 1909) (Atlantique tropical central, parfois considéré comme une sous-espèce de D. antillarum[4])
- Diadema clarki Ikeda, 1939 (Japon)
- Diadema mexicanum (Agassiz, 1863) (Pacifique est tropical)
- Diadema palmeri (Baker, 1967) (Pacifique sud-ouest)
- Diadema paucispinum (Agassiz, 1863) (Océan indien nord, Pacifique central et est, discontinu)
- Diadema savignyi (Michelin, 1845) -- « Oursin-diadème de Savigny » (Indo-Pacifique tropical)
- Diadema setosum (Leske, 1778) -- « Oursin-diadème de l'Indo-pacifique » (Indo-Pacifique tropical)
- Diadema megastoma A. Bell, 1897 † (taxon fossile)
- Diadema principeana Weisbord, 1934 † (taxon fossile, Éocène tardif des Caraïbes)
- Diadema priscum Agassiz, 1840 † (taxon fossile)
- Diadema vetus Lambert, 1931c † (taxon fossile, début du Miocène en Afrique du nord)

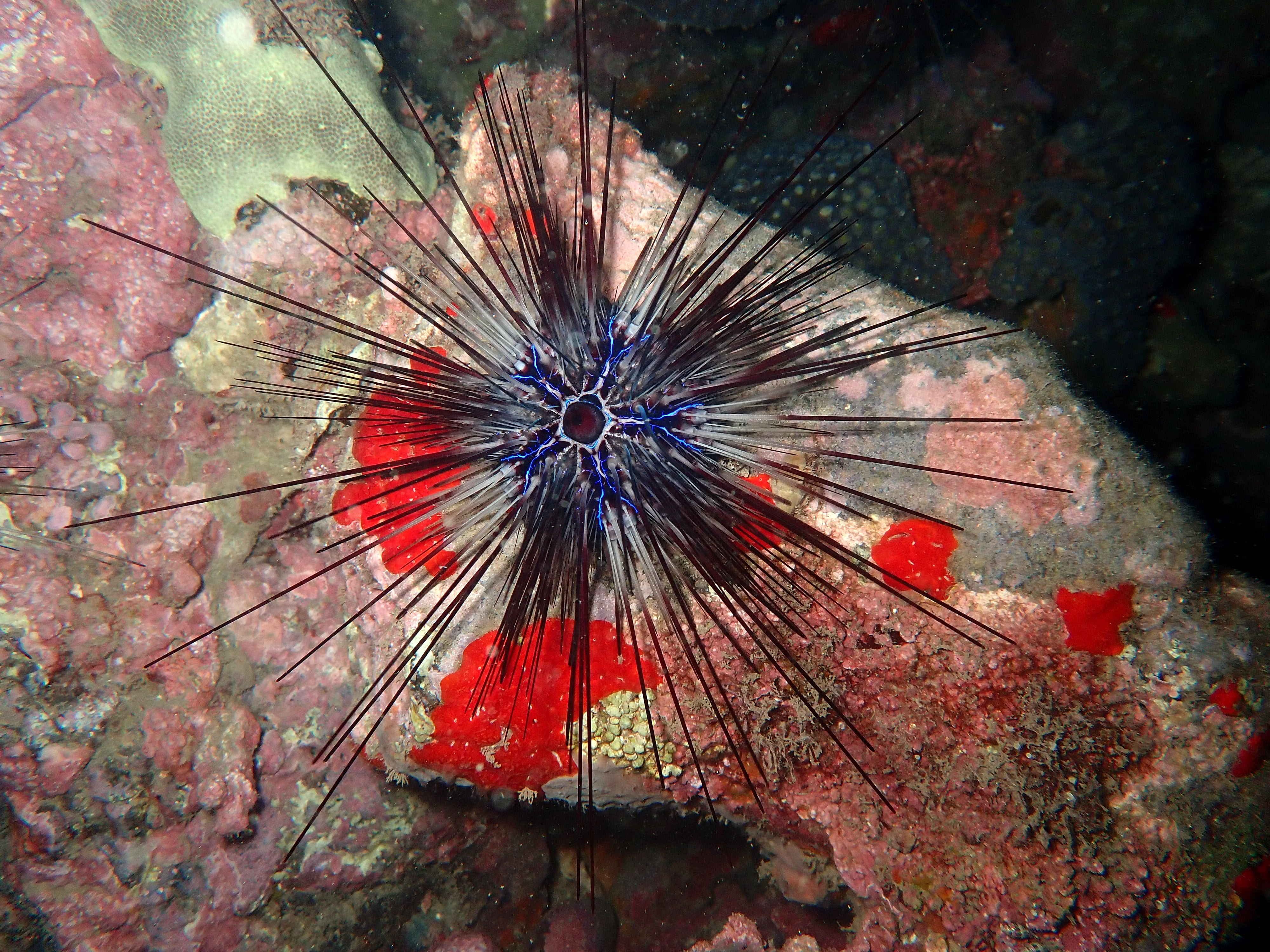
Diadema africanum
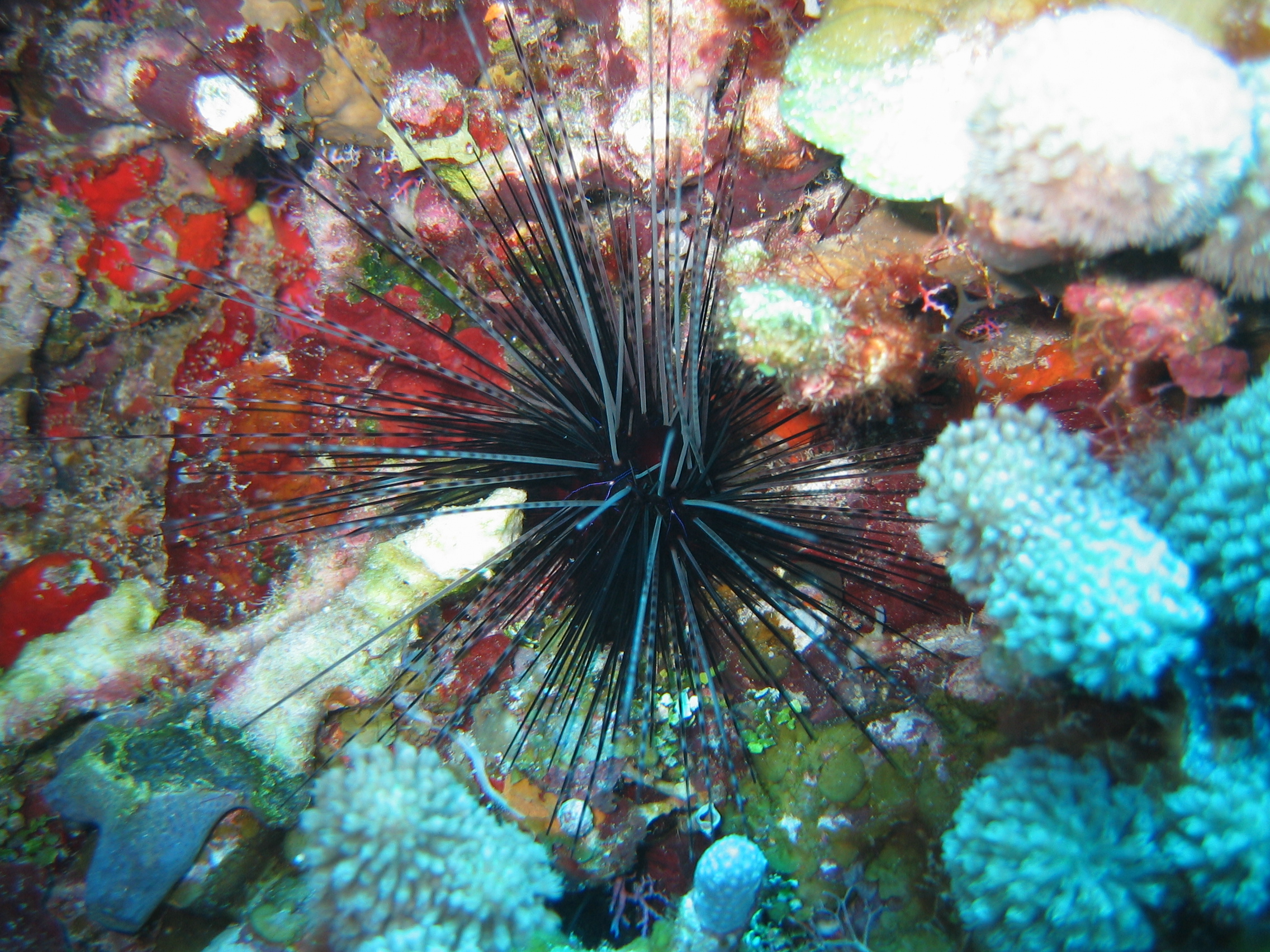
Diadema antillarum
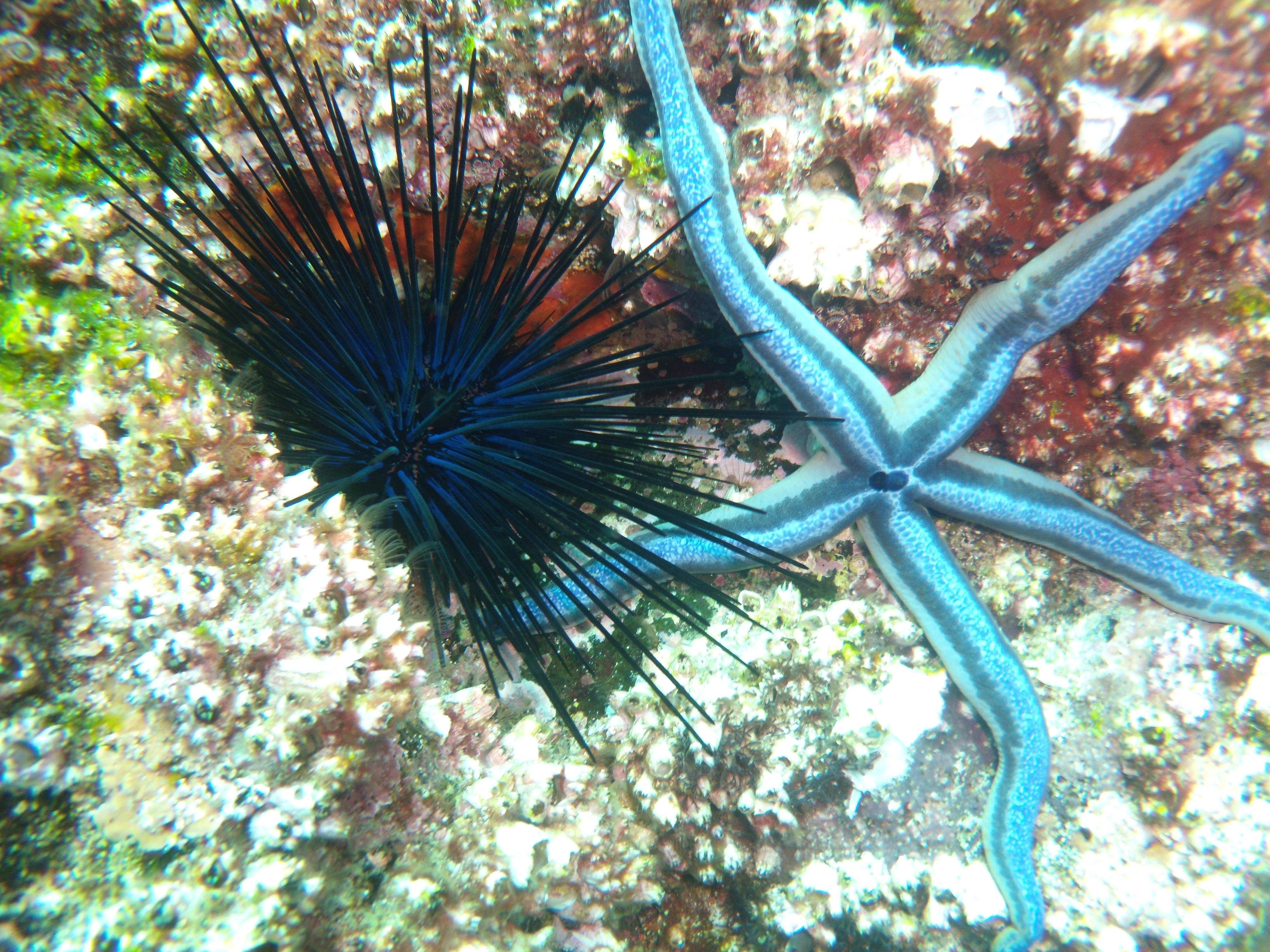
Diadema mexicanum
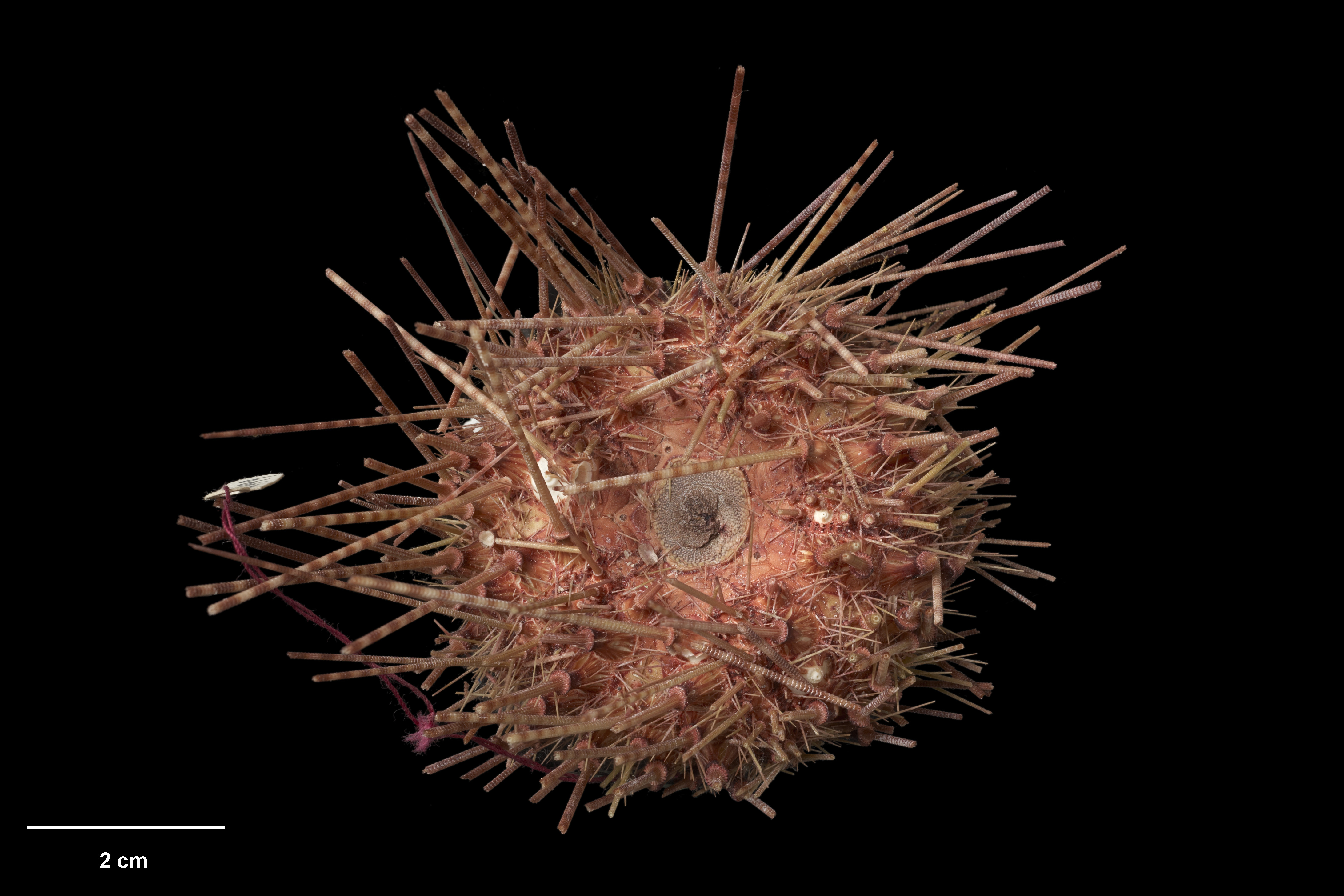
Diadema palmeri
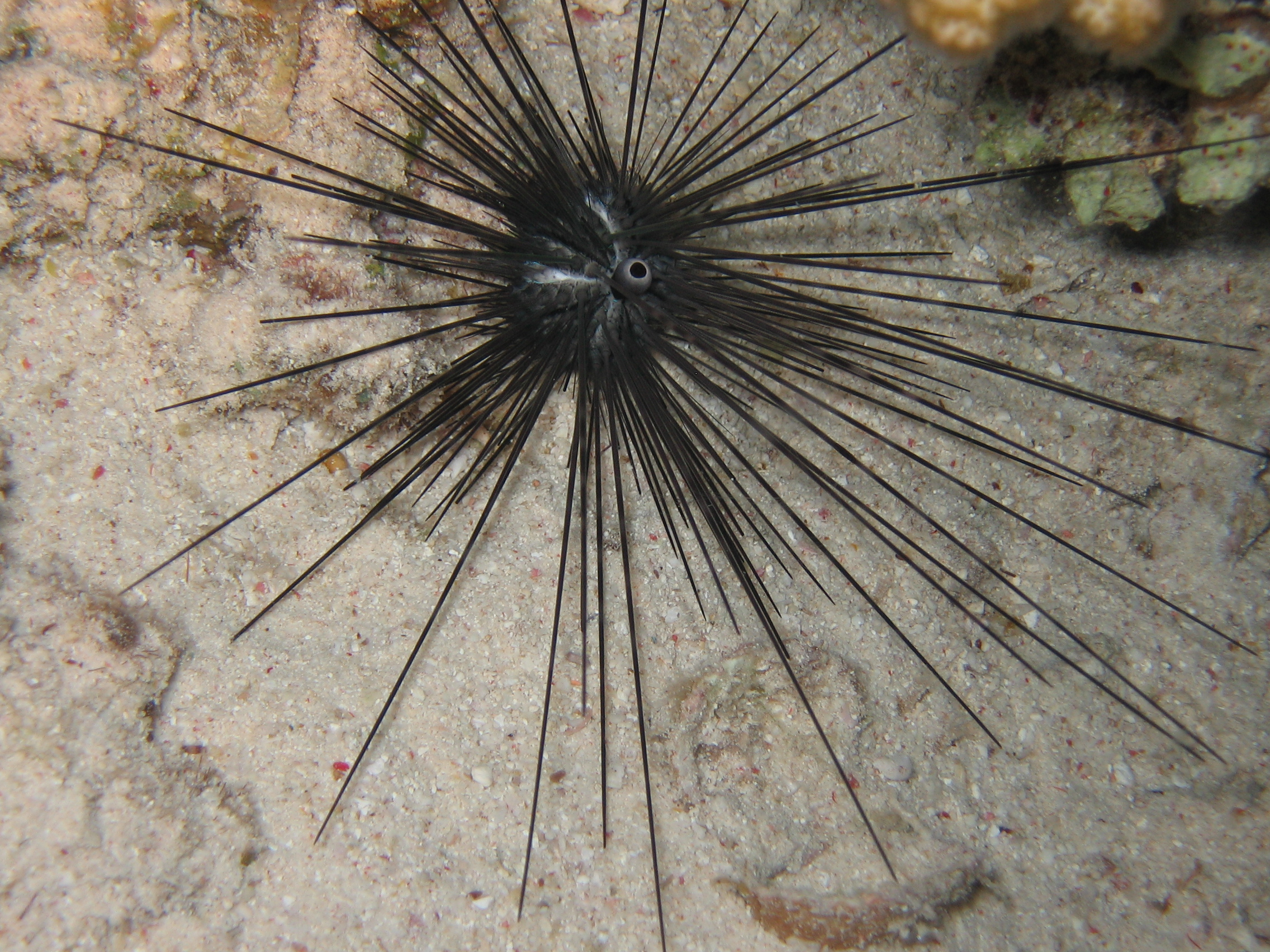
Diadema paucispinum
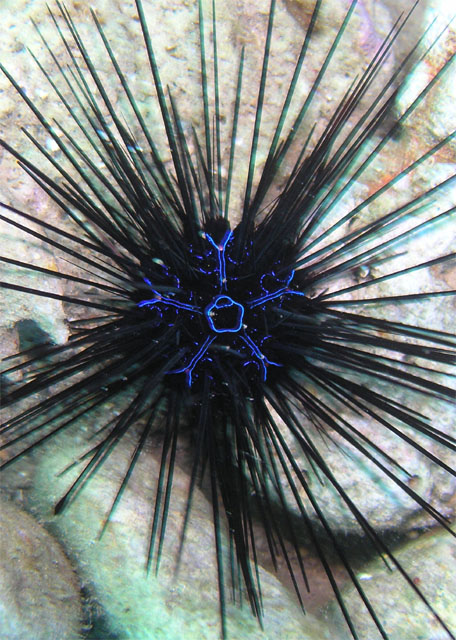
Diadema savignyi
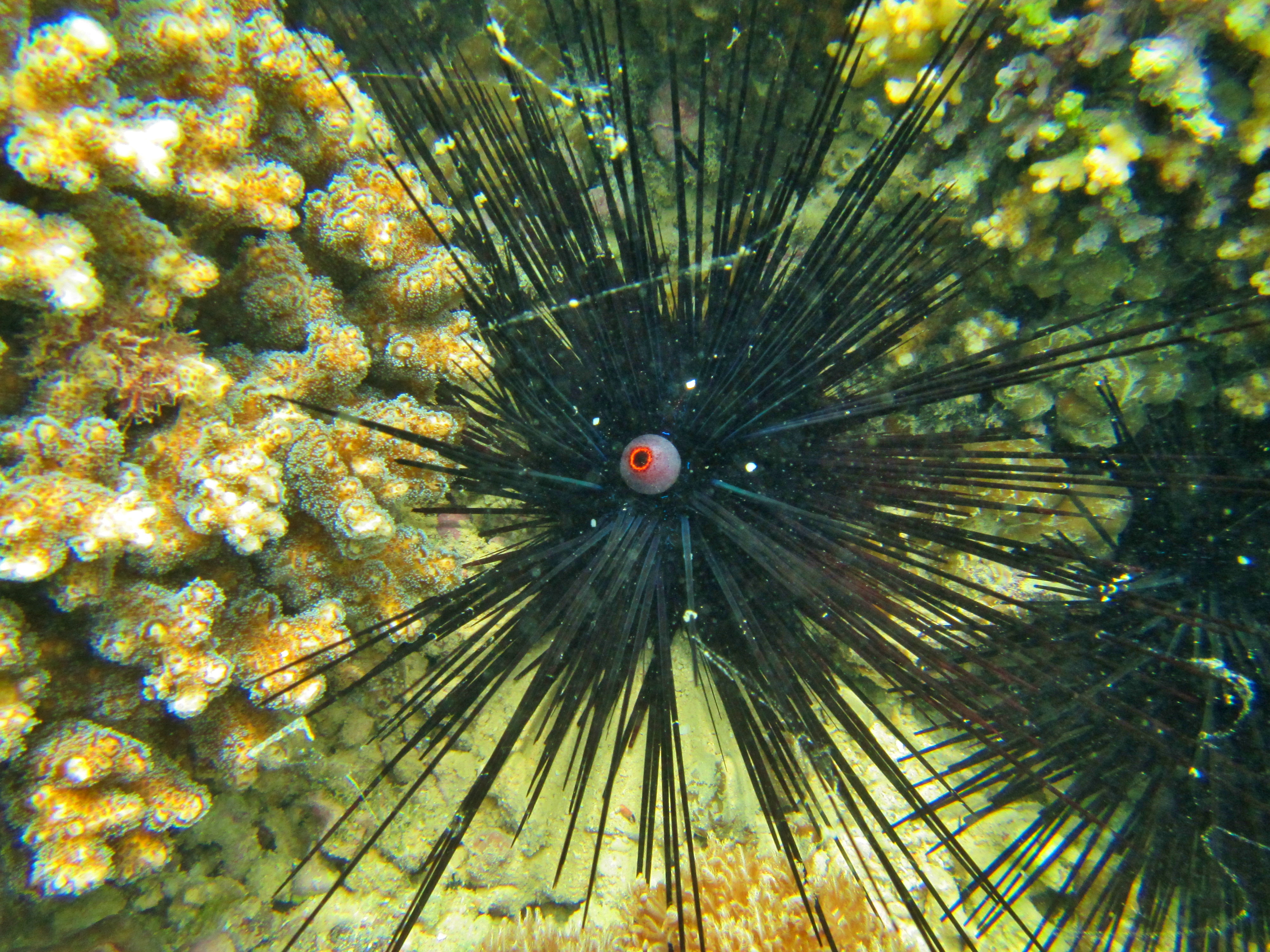
Diadema setosum.

## Écologie
On trouve le plus souvent ces oursins en association avec les écosystèmes coralliens, sur des milieux plus ou moins ouverts suivant les espèces et la maturité des individus. En termes de biomasse, ces oursins figurent parmi les échinodermes les plus abondants des écosystèmes marins tropicaux, et parmi les brouteurs d'algues les plus actifs : leur importance écologique est donc de premier ordre. Ils abondent près de la surface, mais on les trouve jusqu'à plus de 70 mètres de profondeur. Ils sont facilement grégaires, y compris avec d'autres espèces.
Leurs longues radioles venimeuses offrent par ailleurs un abri à de nombreux petits animaux, transitoire (comme les alevins de poisson-cardinal) ou durable (comme les crevettes nettoyeuses Periclimenes et Stegopontonia commensalis), mais aussi certains parasites (comme les alevins de Diademichthys lineatus, qui se nourrissent des podia et pédicellaires de ces oursins).
D'autres types d'associations spécifiques existent, comme avec le crabe Dorippe frascone qui porte des Diadematidae sur son dos pour se protéger lors de ses déplacements à découvert. Le bénéfice pour l'oursin de certaines associations demeure cependant parfois peu clair.

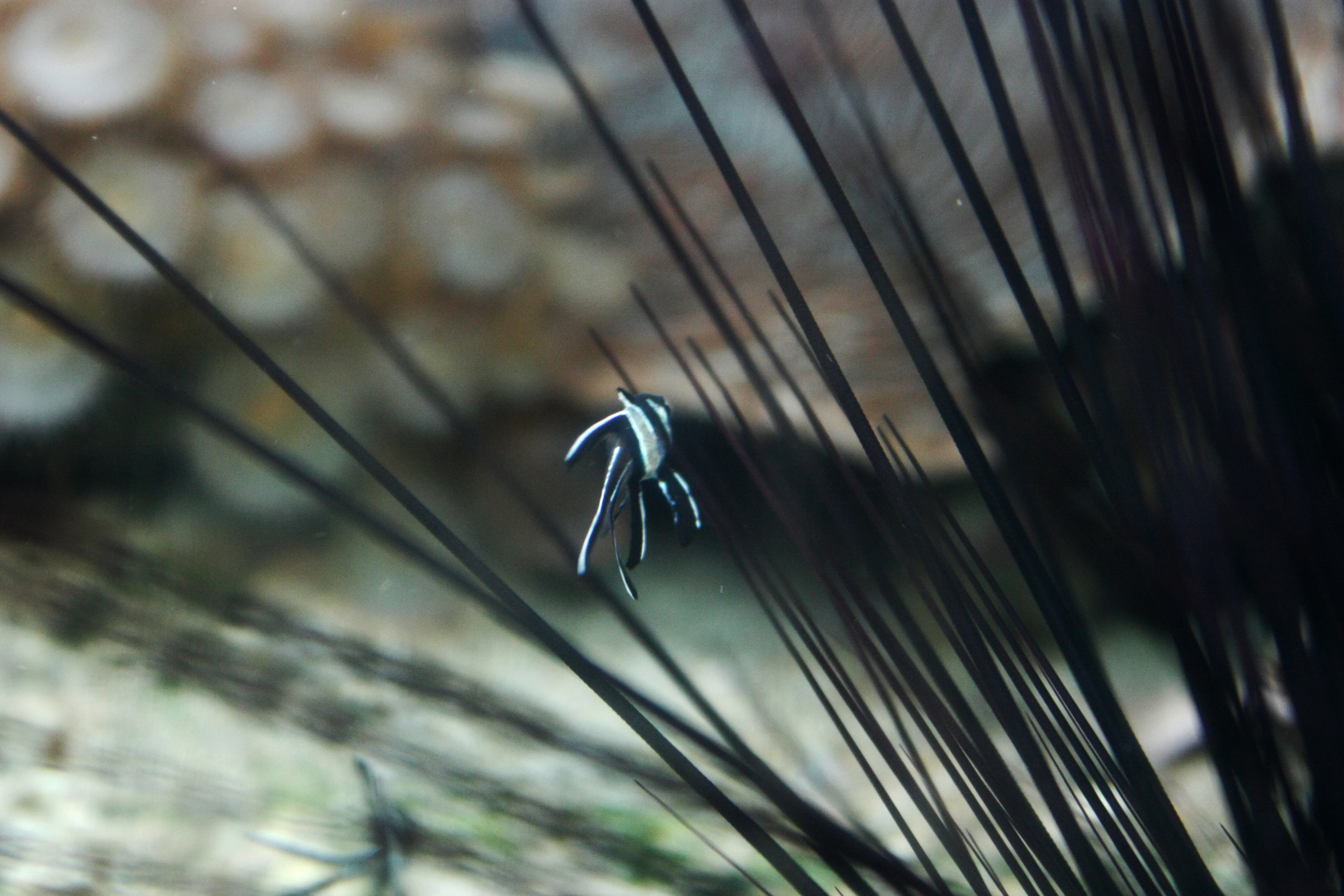
Poisson cardinal (Pterapogon kauderni) juvénile entre les piquants d'un Diadema setosum.
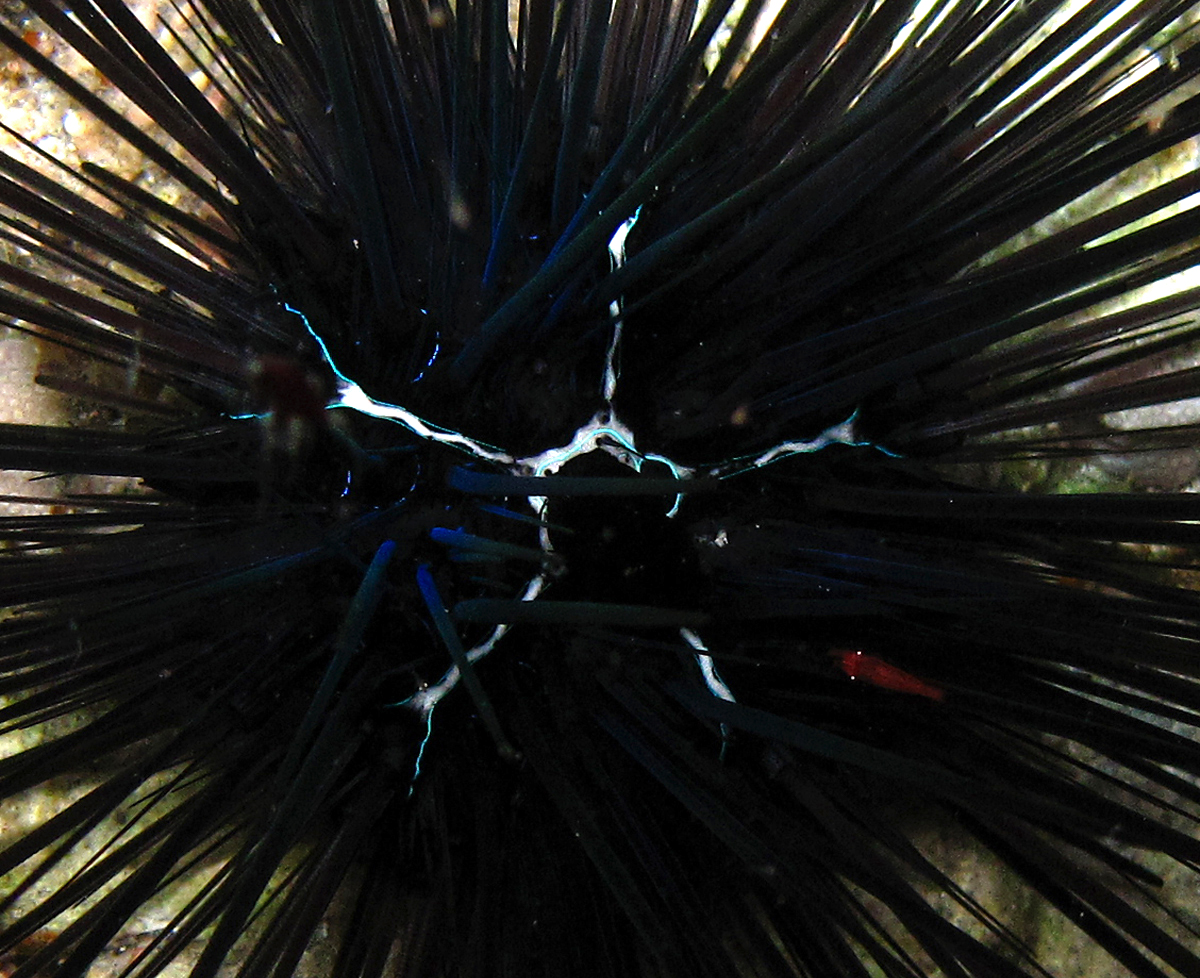
Crevette du genre Periclimenes entre les piquants d'un Diadema savignyi.
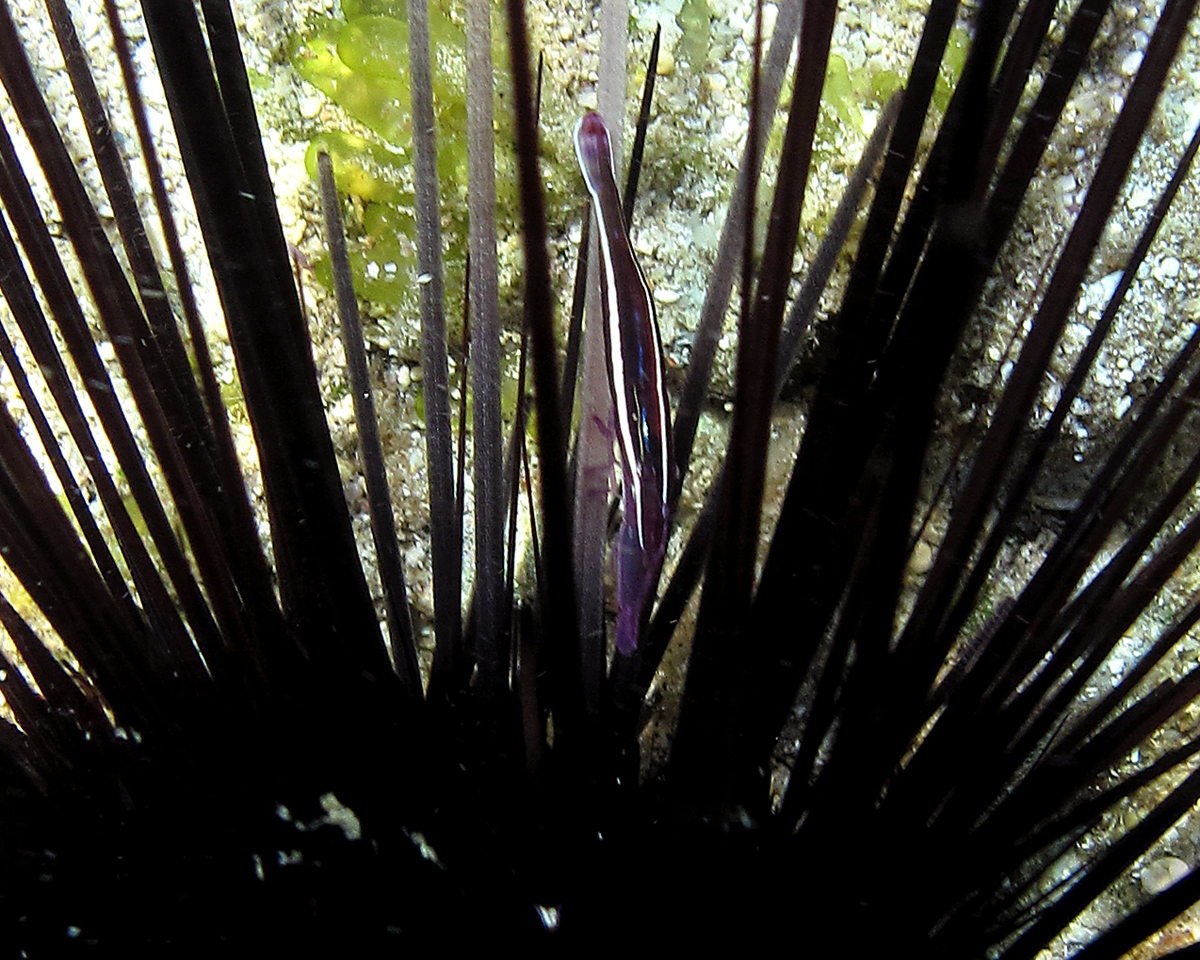
Stegopontonia commensalis entre les piquants d'un Diadema.
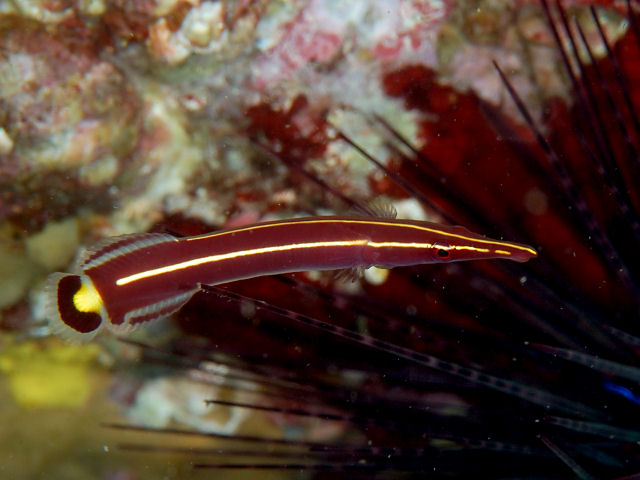
Diademichthys lineatus, un symbiote à tendance parasite.

## Origine et évolution
On trouve des membres de ce genre dans tous les principaux bassins océaniques du globe, principalement dans les régions tropicales.
Peu de fossiles de Diadema sont connus, et relativement difficiles à interpréter (principalement des radioles d'allure similaire, sans certitude quant à la nature de la filiation). Ces fossiles feraient remonter l'origine du genre au Miocène (il y a 5,3 - 23,7 millions d'années).